# Елмдейл (Міннесота)
Елмдейл (англ. Elmdale) — місто (англ. city) в США, в окрузі Моррісон штату Міннесота. Населення — 114 особи (2020).

## Географія
Елмдейл розташований за координатами 45°50′3″ пн. ш. 94°29′39″ зх. д. / 45.83417° пн. ш. 94.49417° зх. д. (45.834047, -94.494193).  За даними Бюро перепису населення США в 2010 році місто мало площу 8,87 км², уся площа — суходіл.

## Демографія
Згідно з переписом 2010 року, у місті мешкало 116 осіб у 44 домогосподарствах у складі 28 родин. Густота населення становила 13 особи/км².  Було 47 помешкань (5/км²).
Расовий склад населення:
| - 100,0 % — білих |

До двох чи більше рас належало 0,0 %. Частка іспаномовних становила 0,9 % від усіх жителів.
За віковим діапазоном населення розподілялося таким чином: 25,9 % — особи молодші 18 років, 56,9 % — особи у віці 18—64 років, 17,2 % — особи у віці 65 років та старші. Медіана віку мешканця становила 42,5 року. На 100 осіб жіночої статі у місті припадало 107,1 чоловіків;  на 100 жінок у віці від 18 років та старших — 115,0 чоловіків також старших 18 років.
Середній дохід на одне домашнє господарство  становив 48 303 долари США (медіана — 38 750), а середній дохід на одну сім'ю — 61 465 доларів (медіана — 44 688). Медіана доходів становила 37 500 доларів для чоловіків та 40 833 долари для жінок. За межею бідності перебувало 3,6 % осіб, у тому числі 0,0 % дітей у віці до 18 років та 8,3 % осіб у віці 65 років та старших.
Цивільне працевлаштоване населення становило 43 особи. Основні галузі зайнятості: освіта, охорона здоров'я та соціальна допомога — 23,3 %, виробництво — 20,9 %, транспорт — 16,3 %, науковці, спеціалісти, менеджери — 14,0 %.